# Мази (Тренто)
Мази је насеље у Италији у округу Тренто, региону Трентино-Јужни Тирол.
Према процени из 2011. у насељу је живело 51 становника. Насеље се налази на надморској висини од 624 м.